# Berberis erythroclada
Berberis erythroclada är en berberisväxtart som beskrevs av Ahrendt. Berberis erythroclada ingår i släktet berberisar, och familjen berberisväxter. Inga underarter finns listade i Catalogue of Life.